# Gerhard Pfefferkorn
Gerhard Erich Pfefferkorn (* 31. März 1913 in Hausdorf; † 29. Juni 1989 in Münster) war ein deutscher Physiker. Er war als Forscher vor allem in der angewandten Physik tätig, mit Schwerpunkt in der Medizinischen Physik und der Elektronenmikroskopie.

## Leben
Während des Studiums trat Gerhard Pfefferkorn der christlichen Studentenverbindung Freiburger Wingolf bei, später auch dem Berliner Wingolf und dem Münsterschen Wingolf, in denen er sich bis ins hohe Alter weiter engagierte.
1982 wurde die jährliche Konferenz der amerikanischen Gesellschaft für Elektronenmikroskopie nach ihm in „Pfefferkorn Conference“ benannt und auch über seinen Tod hinaus bis Ende der 1990er Jahre abgehalten. Er war Ehrenmitglied der britischen „Royal Microscopical Society, Electron Microscopy Section“. 1986 wurde ihm das Bundesverdienstkreuz erster Klasse verliehen.

## Forschung
Nach dem Studium der Physik an der Albert-Ludwigs-Universität Freiburg und der Friedrich-Wilhelms-Universität zu Berlin wurde Pfefferkorn im Jahre 1938 mit einer Arbeit über „Röntgenographische Untersuchungen über die Struktur des Bleiazids und sein Verhalten bei höheren Temperaturen“ promoviert. Als junger Assistent arbeitete er am Forschungslaboratorium für Elektronenphysik in Berlin-Lichterfelde unter der Leitung von Manfred von Ardenne, der sein Mentor wurde. Dort begann er mit ersten Forschungen auf dem Gebiet der Rasterelektronenmikroskopie. Nach seinem Kriegsdienst in einer Forschungsabteilung des Heeres unter Erich Schumann führte er seine Arbeiten der Rasterelektronenmikroskopie an der Westfälischen-Wilhelms-Universität in Münster fort, wo er später zum Direktor des Instituts für medizinische Physik wurde. Hier nahm er 1965 das erste REM auf dem europäischen Festland in Betrieb und führte die Forschung zur Anwendung der Elektronenmikroskopie vor allem in den Biowissenschaften und der Medizin weiter. Seiner Forschungsgruppe gelang unter anderem die erste REM-Abbildung von Asbestfasern zum Nachweis in Lungengewebe.